# Rudkivți, Nova Ușîțea
Rudkivți (în ucraineană Рудківці) este un sat în comuna Vilhoveț din raionul Nova Ușîțea, regiunea Hmelnîțkîi, Ucraina.

## Demografie
Componența lingvistică a localității Rudkivți
     Ucraineană (99,35%)
     Alte limbi (0,65%)
Conform recensământului din 2001, majoritatea populației localității Rudkivți era vorbitoare de ucraineană (99,35%), existând în minoritate și vorbitori de alte limbi.